# Martin Grütter
Martin Grütter (* 24. August 1983 in Trostberg) ist ein deutscher Komponist und Pianist.

## Leben
Martin Grütter wuchs im oberbayerischen Burghausen auf und erhielt seine musikalische Grundausbildung in den Fächern Klavier, Violine und Komposition. Von 1999 bis 2001 war er Jungstudent im Fach Komposition bei Dieter Acker an der Hochschule für Musik und Theater München. 2002 erlangte Grütter das Abitur. Von 2002 und 2003 studierte er Mathematik und Wissenschaftsgeschichte an der Universität Regensburg. Laut eigenen Aussagen auf seiner Website studierte er ab 2004 Komposition bei Hanspeter Kyburz und elektronische Musik bei Wolfgang Heiniger in Berlin an der Hochschule für Musik Hanns Eisler, wo er 2010 sein Diplom erhielt. 2008 studierte Grütter im Rahmen eines Austauschprojekts am Conservatoire  National Supérieur in Paris und hatte Unterricht bei Frédéric Durieux und Stefano Gervasoni. 2010 bis 2012 belegte Grütter den Masterstudiengang „Elektroakustik“ an der Hochschule für Musik „Hanns Eisler“ Berlin und betrieb weitere Studien in Kultur- und Medienwissenschaft unter anderem bei Norbert Bolz und Thomas Macho an der Humboldt-Universität und Technischen Universität Berlin.
Seither komponiert Grütter und tritt als Pianist auf.

## Werke
- Phantasie über ein Thema von Robert Schumann. Edition Dohr, Köln 1998.